# St. Aurelius (Lindenberg im Allgäu)

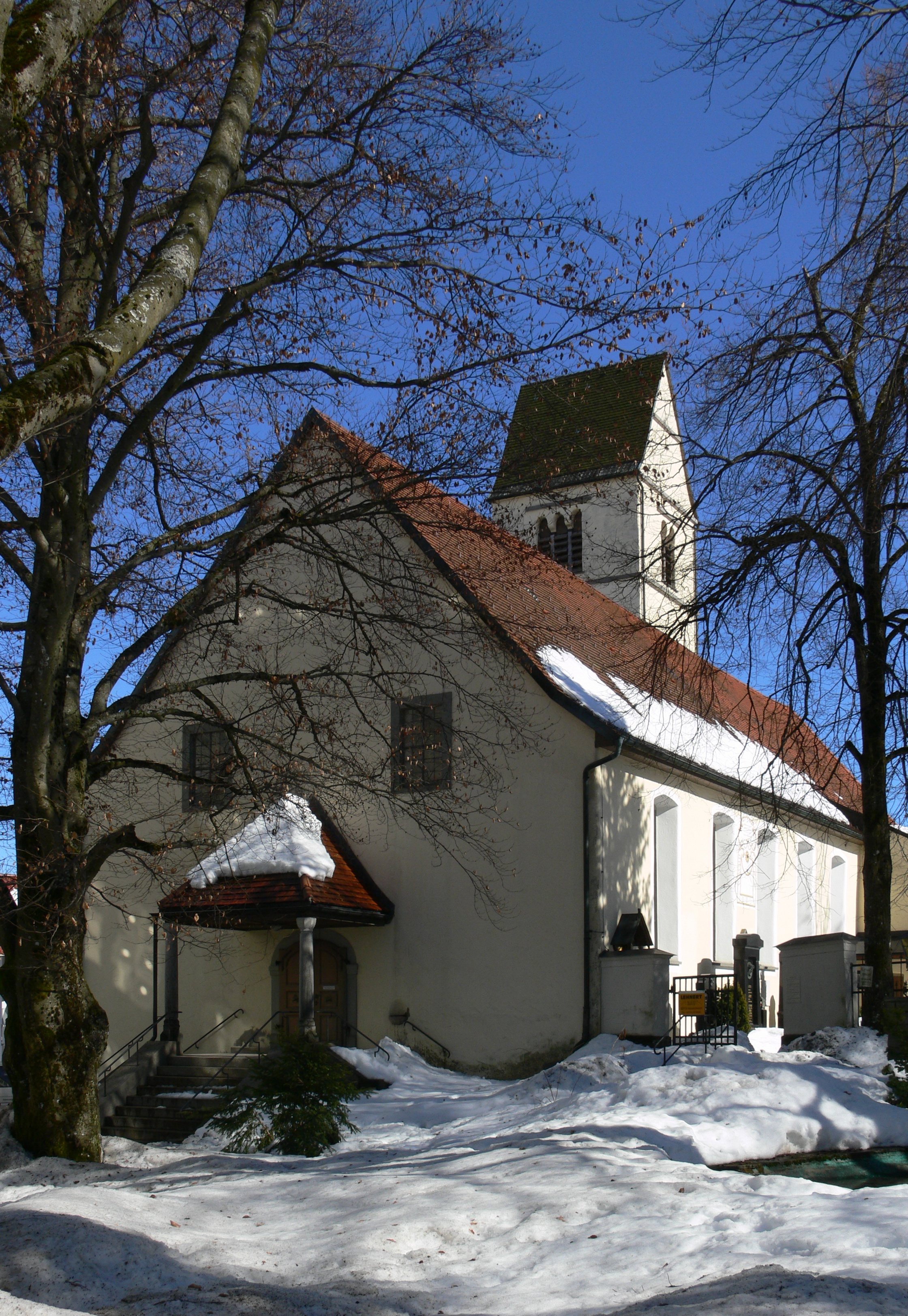
St. Aurelius in Lindenberg im Allgäu

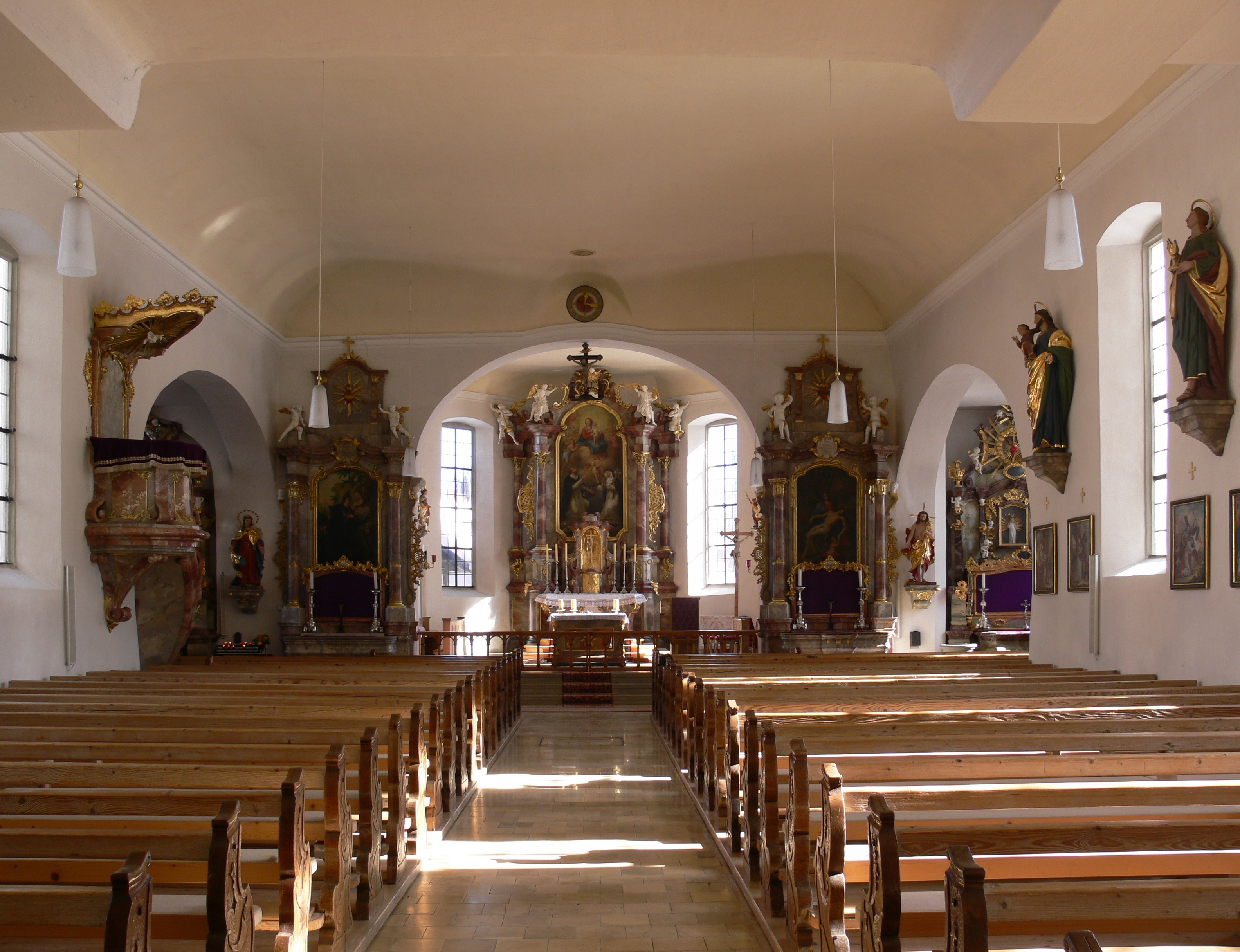
Blick zum Chor

Die römisch-katholische alte Pfarrkirche St. Aurelius, ehemals St. Peter und Paul, steht in Lindenberg im Allgäu, eine Stadt im schwäbischen Landkreis Lindau (Bodensee) in Bayern. Das denkmalgeschützte Bauwerk ist in der Liste der Baudenkmäler in Lindenberg im Allgäu als unter der Nr. D-7-76-117-13 eingetragen.

## Beschreibung
Der im Kern mittelalterliche Vorgängerbau wurde 1636 mit Ausnahme des Kirchturms zerstört und bis 1660 wiederhergestellt. Die Saalkirche besteht aus einem Langhaus, das im 18. Jahrhundert nach Westen verlängert wurde, einem eingezogenen, dreiseitig geschlossenen Chor im Osten und einem Chorflankenturm an der Nordwand des Chors. Nach ihrem teilweisen Einsturz wurde sie 1764/65 nach einem Entwurf von Johann Georg Specht wieder aufgebaut. Die Sakristei an der Südwand des Chors und die  Kapellen an den Längswänden wurden erst 1771/72 angebaut. Der 1791 gebaute Hochaltar wurde von Johann Richard Eberhard entworfen, ebenso die Kanzel aus Stuckmarmor mit dem Schalldeckel. Ein Gemälde mit Katharina von Siena wurde 1805 von Andreas Brugger überarbeitet. Der Kreuzweg stand bis 1815 in der Pfarrkirche von Weiler im Allgäu. Die Orgel wurde 1988 von Orgelbauer Leo Werbanschitz erbaut, dabei wurde das bestehende historische Gehäuse wiederverwendet.